# コンプH's
『コンプH's』（コンプヒロインズ）は、角川書店より2006年から2008年まで刊行されていた、アニメを中心とした美少女キャラクター雑誌。

## 概要
2006年6月30日創刊。当初は不定期で刊行されていたが、2007年3月発売のVol.3から2008年3月発売のVol.9までは奇数月の26日に刊行されていた。
雑誌名から分かるように『コンプティーク』の姉妹誌であるが、2006年12月の『コンプエース』月刊化に伴い、『コンプティーク』の増刊発行枠が一時使えなくなったことから、Vol.3とVol.4は『Newtype THE LIVE』の増刊として発行されている。
誌面構成の特徴としては、『涼宮ハルヒ』シリーズや『らき☆すた』の記事に力を入れていることが挙げられるが、両作品以外で角川グループが製作に関わっている作品の扱いは大きくない。一部新作アニメ（魔法少女リリカルなのはStrikerSなど）は特集が組まれないこともあった。また、「ヒロインの肖像」を始め、声優に関するコーナーを多く取り入れているのが特徴で、特に平野綾は毎号のように記事が組まれていた。
Vol.9の発売後、特に休廃刊に関するアナウンスは出されなかったが、2008年12月に実質的な後継誌として『娘TYPE』（にゃんタイプ）が2009年4月に発刊されることが発表され、2009年4月30日に第1号が発刊された。ただこちらは2018年1月号限りで、定期刊雑誌としての刊行打ち切りを明らかにしている

## 表紙リスト
いずれも、『涼宮ハルヒ』シリーズや『らき☆すた』の登場人物が表紙になっている。
- Vol.1 涼宮ハルヒ（涼宮ハルヒの憂鬱）
- Vol.2 涼宮ハルヒ
- Vol.3 涼宮ハルヒ&泉こなた（らき☆すた）
- Vol.4 泉こなた
- Vol.5 泉こなた
- Vol.6 泉こなた&柊かがみ（らき☆すた）
- Vol.7 泉こなた&柊かがみ
- Vol.8 泉こなた&柊つかさ（らき☆すた）
- Vol.9 泉こなた&泉かなた（らき☆すた）

## 連載作品
- 宮河家の空腹（美水かがみ） - 『らき☆すた』のスピンオフ作品。Vol.7より連載。休刊に伴い中断となっていたが、『コンプエース』2009年6月号より同誌に移籍・連載再開した。